# Prep & Landing: Operation: Secret Santa
Operation: Secret Santa — A Prep & Landing Stocking Stuffer (Patrulla de aterrizaje - Operación: El secreto de Santa en España; Lanny y Wayne, los elfos navideños - Operación: El secreto de Santa en Hispanoamérica) es un cortometraje animado estadounidense, secuela del especial navideño de 2009 Prep & Landing. Producido por Walt Disney Animation Studios y dirigido por Kevin Deters y Stevie Wermers-Skelton, el corto se estrenó en el canal de televisión ABC el martes 7 de diciembre de 2010. Fue sucedido por un segundo especial navideño de media hora, Prep & Landing: Naughty vs. Nice, emitido el 5 de diciembre de 2011 en ABC.

## Trama
Wayne y Lanny, ahora socios, son llamados por Magee para reunirse con un contacto secreto, quien resulta ser la Sra. Claus, quien los envía en una nueva misión: recuperar una caja del taller secreto de Santa Claus. Más tarde, se cuelan en la oficina de Santa Claus mientras duerme, usando el equipo de alta tecnología de la película anterior. La experiencia de Lanny decorando el árbol les permite entrar al taller oculto, donde recuperan la caja y escapan justo a tiempo. La Sra. Claus revela que el contenido de la caja es la última parte del primer juguete que Santa Claus creó, y le devuelve el juguete completo (un pato de madera con ruedas) como regalo de Navidad.

## Lanzamiento
Prep & Landing: Operation: Secret Santa se emitió en el canal de televisión ABC el martes 7 de diciembre de 2010.
El corto se lanzó en el DVD Prep & Landing el 22 de noviembre de 2011, acompañando al especial original y al cortometraje Tiny's Big Adventure. También se incluyó en el DVD y Blu-ray de Prep & Landing: Totally Tinsel Collection, lanzado el 6 de noviembre de 2012, junto con Prep & Landing, Naughty vs. Nice, y Tiny's BIG Adventure. Fue incluido en el Blu-ray Walt Disney Animation Studios Short Films Collection el 18 de agosto de 2015.